# Joana Jiménez
Joana Jiménez (Sevilla, España, 26 de mayo de 1977) es una cantante española, ganadora de la primera edición del concurso musical de Canal Sur Se llama copla.

## Biografía

### Primeros años
Nace el 26 de mayo del 1977. Con tan sólo cuatro años, comienza en el mundo artístico bailando flamenco en la academia del bailaor José Galván.
Con ocho años, actuó por primera vez ante el público en el Teatro Sevillano Álvarez Quintero, interpretando la copla Aquella Carmen. Poco después, Joana graba su primera cinta, Andalucía en la voz de Joana Jiménez y en 1988, con once años, ganó el segundo premio en el Certamen de Canción Femenina de Sevilla. Un año después, grabó su primer álbum Esa paloma, con temas compuestos especialmente para ella por Manuel Alonso Borriño. En 1990, publicó su segundo disco Piel de melocotón. En 1991 obtuvo el primer premio en el concurso Homenaje a la niña de Écija y en 1993, ganó el primer premio el concurso de copla Pasa la vida.
En 1998 sigue su carrera profesional yéndose a Japón durante seis meses con la compañía del bailaor Adrián Galia para inaugurar el tablao El Flamenco de Osaka. No vuelve hasta 1999, cuando comienza a trabajar como cantaora de flamenco con varias compañías trabajando por todo el mundo. En el año 2003 protagonizó con el cantante Manuel Lombo una obra titulada Farrucas, que se estrenó en el Teatro Romea de Murcia. En 2006 empieza a trabajar en el Teatro Zarzuela de Madrid, con las zarzuelas Las bodas y El baile de Luis Alonso. En el año 2007, vuelve a protagonizar otra zarzuela titulada Las Bribonas, junto a Carmen Conesa, entre otros grandes artistas.

### Llega la popularidad
En octubre de ese mismo año es concursante del programa de televisión Se llama Copla, de Canal Sur.
En febrero de 2008 se proclama ganadora de la primera edición del concurso. En el 2009 graba su primer trabajo discográfico, titulado Salvaora dando un giro a la copla fusionándola con ritmos hasta entonces poco populares, grabado en los estudios de La Luz de Sanlúcar de Barrameda, producido por José Miguel Evora y estrena su espectáculo Voz de Fuego en el Teatro Lope de Vega de Sevilla, agotando las entradas. A este trabajo discográfico le sigue Las flores de mi esperanza (Edición Salvaora).

En el año 2012 publica su álbum homónimo, realizando una gira de conciertos por toda la geografía española y cosechando éxitos por todo el país.

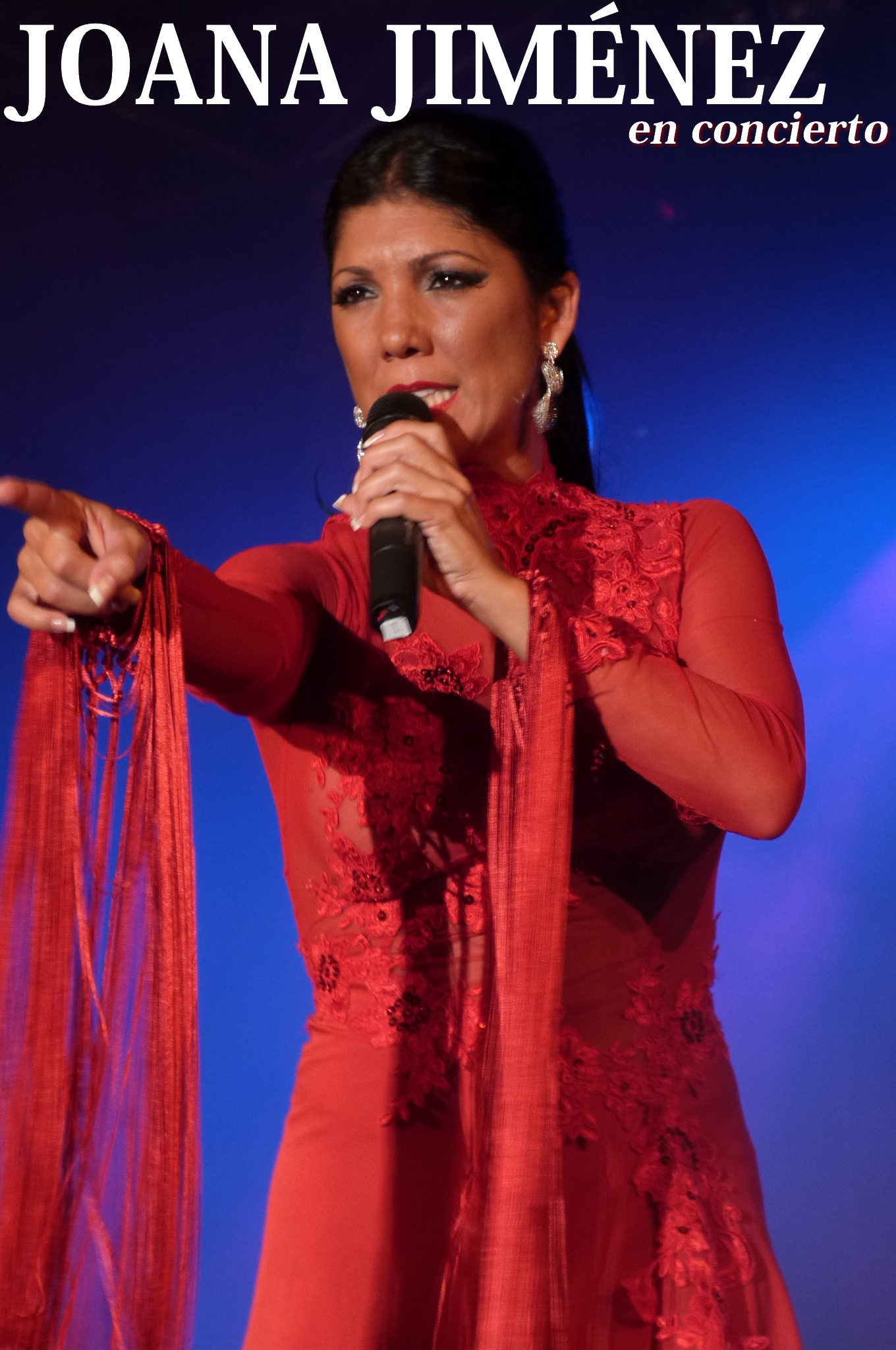
Joana Jiménez en la Feria de Málaga 2013.

En 2016 colabora con Haze en la canción «Heroína», del álbum BARR1O.

## Discografía

### Salvaora- 2009

#### Lista de canciones
- La Salvaora
- La bien pagá
- La Falsa Moneda
- Carcelero
- Limosna De Amores
- La Niña De Fuego
- Romance De Juan Osuna
- Callejuela Sin Salida
- Suspiros de España
- A tu vera

### Las Flores De Mi Esperanza - 2011

#### Lista de canciones
- Como Escapar de Tu Piel
- Por la Calle Abajo
- Las Flores de Mi Esperanza
- Com Si Com Sa
- La Salvaora
- La Bien Paga
- La Falsa Moneda
- Carcelero
- Limosna de Amores
- Romance de Juan Osuna

### Joana Jiménez - 2012 (conSony Music)

#### Lista de canciones:-
- Duele
- No Quiero Saber De Ti
- Esta Locura
- Agua Pasada
- Ni Un Adiós
- Solo Pienso En Ti
- Mientete
- Besos Que Me Humillan
- Empate
- Me Equivoque
- Soledad
- Te Guardo El Corazón

### Como el primer día - 2016
- Mediterráneo
- Y Cómo Es Él
- El Jardín Prohibido
- Abrázame
- Dueño de Nada
- Como el Primer Día
- Hoy Tengo Ganas de Ti
- Que Sabe Nadie